# Aydınpınar, Düzce
Aydınpınar là một xã thuộc thành phố Düzce, tỉnh Düzce, Thổ Nhĩ Kỳ. Dân số thời điểm năm 2010 là 2.602 người.